# 2024 у кіно
«2024 у кіно» — огляд подій світу кіно, включно із прем'єрами, церемоніями нагородження, фестивалями.
На 2024-й рік припадають 100-річні ювілеї компаній «Columbia Pictures», «Metro-Goldwyn-Mayer» та «Мосфільм», 45 років «Miramax Films», 30 років компаніям «20th Century Animation», «DreamWorks Pictures», «DreamWorks Animation» та «Searchlight Pictures». До суспільного надбання перейшов перший звуковий фільм студії Діснея «Пароплавчик Віллі», у якому дебютував Мікі Маус.

## Найкасовіші фільми
| Рейтинг | Назва українською              | Оригінальна назва               | Дистр.       | Світові збори  |
| ------- | ------------------------------ | ------------------------------- | ------------ | -------------- |
| 1       | Думками навиворіт 2            | Inside Out 2                    | Disney       | $1,698,863,816 |
| 2       | Дедпул і Росомаха              | Deadpool & Wolverine            | Disney       | $1,338,073,645 |
| 3       | Ваяна 2                        | Moana 2                         | Disney       | $1,056,025,970 |
| 4       | Нікчемний Я 4                  | Despicable Me 4                 | Universal    | $969,126,452   |
| 5       | Wicked: Чародійка              | Wicked                          | Universal    | $733,767,000   |
| 6       | Дюна: Частина друга            | Dune: Part Two                  | Warner Bros. | $714,444,358   |
| 7       | Муфаса: Король Лев             | Mufasa: The Lion King           | Disney       | $712,788,552   |
| 8       | Ґодзілла та Конґ: Нова імперія | Godzilla x Kong: The New Empire | Warner Bros. | $571,750,016   |
| 9       | Панда Кунг-Фу 4                | Kung Fu Panda 4                 | Universal    | $547,699,816   |
| 10      | Їжак Сонік 3                   | Sonic the Hedgehog 3            | Paramount    | $487,846,144   |

### Рекорди касових зборів
- «Думками навиворіт 2» обійшов «Короля Лева» і став найкасовішим мультфільмом світу і наразі посідає 8-ме місце серед найкасовіших фільмів світу.[3]
  - «Думками навиворіт 2» став 54-м фільмом, який зібрав 1 мільярд доларів у світовому прокаті, і 12-м мультфільмом, який досяг цього показника.
  - Він став найшвидшим мультфільмом, який зібрав 1 мільярд доларів у світовому прокаті.
  - Після виходу фільму «Думками навиворіт 2» серія фільмів «Думками навиворіт» зібрала понад 2,5 мільярди доларів.
- «Дедпул і Росомаха» став 55-м фільмом, який зібрав 1 мільярд доларів у світовому прокаті.
  - Фільм мав найвищі збори на прем'єрному вікенді за всю історію фільмів з рейтингом «R».[4]
  - Він обійшов «Джокера» як найкасовіший фільм із рейтингом «R».
  - Це другий фільм із рейтингом «R», який зібрав понад 1 мільярд доларів, і перший після «Джокера».
  - Це одинадцятий фільм кіновсесвіту Marvel, який зібрав понад 1 мільярд доларів, і перший після «Людини-павука: Додому шляху нема».
  - Кіновсесвіт Marvel став першою кінофраншизою, яка зібрала 30 і 31 мільярд доларів після виходу фільму «Дедпул і Росомаха».
- «Ваяна 2» став 56-м фільмом і 13-м мультфільмом, який зібрав 1 мільярд доларів у світовому прокаті.
- «Wicked: Чародійка», перша частина двосерійної адаптації мюзиклу, став найкасовішим фільмом за мотивами твору, дія якого відбувається в Країні Оз.
  - Він став першим музичним фільмом, який зібрав понад 164 мільйони доларів у світовому прокаті в перший вікенд, що стало найвищим показником світових зборів для фільмів, заснованих на мюзиклах, з часів «Знедолених».[5][6]
  - Він обійшов «Мамма Міа!» і став найкасовішою бродвейською екранізацію мюзиклу у світі.[7]
  - Він став найкасовішим музичним фільмом в історії Universal Pictures.[7]
- Кінофраншиза «Нікчемний Я» стала першою серією мультфільмів, яка зібрала 5 мільярдів доларів з виходом «Нікчемного Я 4».[8]
- Серія фільмів «Дюна» зібрала понад 1 мільярд доларів з виходом фільму «Дюна: Частина друга».[9][10]
- Франшиза MonsterVerse зібрала понад 2,5 мільярди доларів після виходу фільму «Ґодзілла та Конґ: Нова імперія».[11]
- Після виходу фільму «Панда Кунг-Фу 4» серія фільмів про Панду Кунг-Фу зібрала понад 2 мільярди доларів.[12]
- Кіновсесвіт Людини-павука від Sony зібрав понад 2 мільярди доларів з виходом фільму «Веном: Останній танець».
- Після виходу фільму «Погані хлопці: Все або нічого» серія фільмів «Погані хлопці» зібрала понад 1 мільярд доларів.[13]
- Серія фільмів про Соніка зібрала понад 1 мільярд доларів після виходу фільму «Їжак Сонік 3».
- Кінофраншиза «Король Лев» зібрала понад 3 мільярди доларів після виходу фільму «Муфаса: Король Лев».

### Рекорди кіностудій
- «Думками навиворіт 2» став найкасовішим фільмом Pixar за всю історію, випередивши «Суперсімейку 2».[14]
  - З виходом «Думками навиворіт 2» Pixar стала першою анімаційною студією, яка випустила п'ять фільмів, що зібрали 1 мільярд доларів.
- «Дедпул і Росомаха» став найкасовішим фільмом Disney з рейтингом R, перевершивши рекорд 34-річної давнини, встановлений «Красунею» у 1990 році.[15]

### Інші рекорди
- «Дедпул і Росомаха» став найпопулярнішим трейлером усіх часів, випередивши «Людину-павука: Додому шляху нема».[16]
- «Wicked: Чародійка» став найкращим фільмом року у попередньому продажі квитків на перший день прокату з рейтингом PG і номером 3 — за весь час, поступившись Крижаному серцю 2» та «Королю Леву».[17]
- «Жахаючий 3» став найкасовішим нерейтинговим фільмом (NR) усіх часів.[18]

## Кінофестивалі
| Дата                    | Фестиваль                                                                | Організатор                                                         | Місце проведення                       | Дж.    |
| ----------------------- | ------------------------------------------------------------------------ | ------------------------------------------------------------------- | -------------------------------------- | ------ |
| 18 – 28 січня           | 40-й Національний американський кінофестиваль незалежного кіно «Санденс» | Національний американський кінофестиваль незалежного кіно «Санденс» | Парк-Сіті (Юта), США                   | [ 19 ] |
| 25 січня – 4 лютого     | 53-й Роттердамський міжнародний кінофестиваль                            | Роттердамський міжнародний кінофестиваль                            | Роттердам, Нідерланди                  | [ 20 ] |
| 7 – 17 лютого           | 39-й Міжнародний кінофестиваль у Санта-Барбарі                           | Міжнародний кінофестиваль у Санта-Барбарі                           | Санта-Барбара (Каліфорнія), США        | [ 21 ] |
| 15 – 25 лютого          | 74-й Берлінський міжнародний кінофестиваль                               | Берлінський міжнародний кінофестиваль                               | Берлін, Німеччина                      | [ 22 ] |
| 20 – 24 лютого          | 13-й Міжнародний кінофестиваль у Оушенсайді                              | Міжнародний кінофестиваль у Оушенсайді                              | Оушенсайд (Каліфорнія), США            | [ 23 ] |
| 1 – 10 березня          | 27-й Кінофестиваль у Малазі                                              | Кінофестиваль у Малазі                                              | Малага, Іспанія                        | [ 24 ] |
| 9 – 19 травня           | 50-й Міжнародний кінофестиваль у Сіетлі                                  | Міжнародний кінофестиваль у Сіетлі                                  | Сіетл (Вашингтон), США                 | [ 25 ] |
| 14 – 25 травня          | 77-й Каннський міжнародний кінофестиваль                                 | Каннський кінофестиваль                                             | Канни, Франція                         | [ 26 ] |
| 7 – 15 червня           | 39-й Міжнародний кінофестиваль у Гвадалахарі                             | Міжнародний кінофестиваль у Гвадалахарі                             | Гвадалахара, Мексика                   | [ 27 ] |
| 9 – 15 червня           | Міжнародний фестиваль анімаційних фільмів в Ансі (2024)                  | Міжнародний фестиваль анімаційних фільмів в Ансі                    | Ансі, Франція                          | [ 28 ] |
| 14 – 23 червня          | 26-й Шанхайський міжнародний кінофестиваль                               | Шанхайський міжнародний кінофестиваль                               | Шанхай, Китай                          | [ 29 ] |
| 28 червня – 6 липня     | 58-й міжнародний кінофестиваль у Карлових Варах                          | Міжнародний кінофестиваль у Карлових Варах                          | Карлові Вари, Чехія                    | [ 30 ] |
| 12 – 20 липня           | 15-й Одеський міжнародний кінофестиваль                                  | Одеський міжнародний кінофестиваль                                  | Київ, Україна                          | .      |
| 7 – 17 серпня           | 77-й Міжнародний кінофестиваль у Локарно                                 | Міжнародний кінофестиваль у Локарно                                 | Локарно, Швейцарія                     | [ 30 ] |
| 16 – 23 серпня          | 30-й Сараєвський кінофестиваль                                           | Сараєвський кінофестиваль                                           | Сараєво, Боснія і Герцеговина          |        |
| 28 серпня – 7 вересня   | 81-й Венеційський міжнародний кінофестиваль                              | Венеційський кінофестиваль                                          | Венеція, Італія                        | [ 30 ] |
| 5 – 15 вересня          | 49-й Міжнародний кінофестиваль у Торонто                                 | Міжнародний кінофестиваль у Торонто                                 | Торонто (Онтаріо), Канада              | [ 30 ] |
| 20 – 28 вересня         | 72-й Міжнародний кінофестиваль у Сан-Себастьяні                          | Міжнародний кінофестиваль у Сан-Себастьяні                          | Сан-Себастьян, Іспанія                 | [ 32 ] |
| 26 вересня – 6 жовтня   | 66-й Міжнародний кінофестиваль у Ванкувері                               | Міжнародний кінофестиваль у Ванкувері                               | Ванкувер (Британська Колумбія), Канада | [ 30 ] |
| 9 – 20 жовтня           | 68-й BFI Лондонський кінофестиваль                                       | BFI Лондонський кінофестиваль                                       | Лондон, Велика Британія                | [ 33 ] |
| 26 жовтня – 3 листопада | 53-й Київський міжнародний кінофестиваль «Молодість»                     | Київський міжнародний кінофестиваль «Молодість»                     | Київ, Україна                          | .      |
| 28 жовтня – 6 листопада | 37-й Токійський міжнародний кінофестиваль                                | Токійський міжнародний кінофестиваль                                | Токіо, Японія                          | [ 35 ] |

## Нагороди
| Категорія                       | Золотий глобус 5 січня 2025             | Золотий глобус 5 січня 2025             | Вибір критиків 7 лютого 2025                        | БАФТА 16 лютого 2025               | Гільдії продюсерів, режисерів, кіноакторів та сценаристів 8-23 лютого 2025 | Оскар 2 березня 2025          |
| Категорія                       | Драма                                   | Комедія або мюзикл                      | Вибір критиків 7 лютого 2025                        | БАФТА 16 лютого 2025               | Гільдії продюсерів, режисерів, кіноакторів та сценаристів 8-23 лютого 2025 | Оскар 2 березня 2025          |
| ------------------------------- | --------------------------------------- | --------------------------------------- | --------------------------------------------------- | ---------------------------------- | -------------------------------------------------------------------------- | ----------------------------- |
| Найкращий фільм                 | Бруталіст                               | Емілія Перес                            | Анора                                               | Конклав                            | Анора                                                                      | Анора                         |
| Найкращий режисер               | Брейді Корбет (Бруталіст)               | Брейді Корбет (Бруталіст)               | Джон Чу (Wicked: Чародійка)                         | Брейді Корбет (Бруталіст)          | Шон Бейкер (Анора)                                                         | Шон Бейкер (Анора)            |
| Найкращий актор                 | Едрієн Броуді (Бруталіст)               | Себастіан Стен (Інша людина)            | Едрієн Броуді (Бруталіст)                           | Едрієн Броуді (Бруталіст)          | Тімоті Шаламе (Боб Ділан: Цілковитий незнайомець)                          | Едрієн Броуді (Бруталіст)     |
| Найкраща акторка                | Фернанда Торрес (Я все ще тут)          | Демі Мур (Субстанція)                   | Демі Мур (Субстанція)                               | Майкі Медісон (Анора)              | Демі Мур (Субстанція)                                                      | Майкі Медісон (Анора)         |
| Найкращий актор другого плану   | Кіран Калкін (Справжній біль)           | Кіран Калкін (Справжній біль)           | Кіран Калкін (Справжній біль)                       | Кіран Калкін (Справжній біль)      | Кіран Калкін (Справжній біль)                                              | Кіран Калкін (Справжній біль) |
| Найкраща акторка другого плану  | Зої Салдана (Емілія Перес)              | Зої Салдана (Емілія Перес)              | Зої Салдана (Емілія Перес)                          | Зої Салдана (Емілія Перес)         | Зої Салдана (Емілія Перес)                                                 | Зої Салдана (Емілія Перес)    |
| Найкращий адаптований сценарій  | Пітер Строган (Конклав)                 | Пітер Строган (Конклав)                 | Пітер Строган (Конклав)                             | Пітер Строган (Конклав)            | РаМелл Росс і Джослін Барнс (Хлопчаки з «Нікеля»)                          | Пітер Строган (Конклав)       |
| Найкращий оригінальний сценарій | Пітер Строган (Конклав)                 | Пітер Строган (Конклав)                 | Коралі Фаржа (Субстанція)                           | Джессі Айзенберг (Справжній біль)  | Шон Бейкер (Анора)                                                         | Шон Бейкер (Анора)            |
| Найкращий анімаційний фільм     | Потік. Останній кіт на Землі            | Потік. Останній кіт на Землі            | Дикий робот                                         | Воллес і Ґроміт: Перната відплата  | Дикий робот                                                                | Потік. Останній кіт на Землі  |
| Найкраща музика до фільму       | Трент Резнор й Аттікус Росс (Суперники) | Трент Резнор й Аттікус Росс (Суперники) | Трент Резнор й Аттікус Росс (Суперники)             | Деніел Блумберг (Бруталіст)        | —                                                                          | Деніел Блумберг (Бруталіст)   |
| Найкраща пісня до фільму        | «El Mal» (Емілія Перес)                 | «El Mal» (Емілія Перес)                 | «El Mal» (Емілія Перес)                             | —                                  | —                                                                          | «El Mal» (Емілія Перес)       |
| Найкращий фільм іноземною мовою | Емілія Перес Франція                    | Емілія Перес Франція                    | Емілія Перес Франція                                | Емілія Перес Франція               | —                                                                          | Я все ще тут Бразилія         |
| Найкращий документальний фільм  | —                                       | —                                       | Супер/Мен: Історія Крістофера Ріва та Вілл і Гарпер | Супер/Мен: Історія Крістофера Ріва | Супер/Мен: Історія Крістофера Ріва                                         | Немає іншої землі             |

Золота пальмова гілка (Каннський кінофестиваль 2024)
- «Анора» режисера Шона Бейкера ( США)

Золотий лев (81-й Венеційський міжнародний кінофестиваль)
- «Сусідня кімната» режисера Педро Альмодовара ( Іспанія)

Золотий ведмідь (Берлінський міжнародний кінофестиваль 2024)
- «Дагомея» режисерки Маті Діоп ( Франція)

Приз глядацьких симпатій (Міжнародний кінофестиваль у Торонто 2024) 
- «Життя Чака» режисера Майка Фленаґана ( США)

## Померли
| Місяць   | Дата | Ім'я                  | Вік | Країна          | Професія                             | Відомі фільми                                                  | Дж.     |
| -------- | ---- | --------------------- | --- | --------------- | ------------------------------------ | -------------------------------------------------------------- | ------- |
| Січень   | 3    | Петро Черняєв         | 70  | Росія           | Актор                                | День виборів Солдати                                           | [ 37 ]  |
| Січень   | 4    | Глініс Джонс          | 100 | Велика Британія | Акторка, співачка                    | Поки ти спав Мері Поппінс                                      | [ 38 ]  |
| Січень   | 4    | Крістіан Олівер       | 51  | Німеччина       | Актор                                | Добрий німець Спіді Гонщик                                     | [ 39 ]  |
| Січень   | 4    | Костянтин Желдін      | 90  | Росія           | Актор                                | Майор Вихор Сутичка                                            |         |
| Січень   | 4    | Вікторія Тимошенко    | 84  | Україна         | Акторка                              | Повернення Мухтара -7                                          | [ 40 ]  |
| Січень   | 6    | Анна Страсберг        | 84  | Венесуела       | Акторка                              | Екстранне вторгнення                                           | [ 41 ]  |
| Січень   | 8    | Джан Франко Ревербері | 89  | Італія          | Композитор                           | Приготуй труну Поліцейська у відділку моралі                   | [ 42 ]  |
| Січень   | 8    | Адан Канто            | 42  | Мексика         | Актор                                | Люди Ікс: Дні минулого майбутнього                             | [ 43 ]  |
| Січень   | 9    | Ігор Болгарин         | 94  | Росія           | Режисер, сценарист                   | Повернення Вероніки Над нами Південний хрест                   |         |
| Січень   | 10   | Януш Маєвський        | 92  | Польща          | Режисер, сценарист                   | Аватар, або заміна душ                                         | [ 44 ]  |
| Січень   | 11   | Юрій Соломін          | 88  | Росія           | Актор                                | Дерсу Узала Вірність матері                                    | [ 45 ]  |
| Січень   | 12   | Гонсало Ліра          | 55  | Чилі            | Режисер                              | So Kinky Викрадення Каталіни                                   | [ 46 ]  |
| Січень   | 14   | Елізабет Тріссенар    | 79  | Австрія         | Акторка                              | У рік тринадцяти місяців Заміжжя Марії Браун                   | [ 47 ]  |
| Січень   | 20   | Норман Джуісон        | 97  | Канада          | Режисер, продюсер, актор             | Спекотної ночі Влада місяця                                    | [ 48 ]  |
| Січень   | 27   | Анні Белль            | 67  | Франція         | Акторка                              | Лаура Весь світ тільки для двох                                | [ 49 ]  |
| Січень   | 29   | Сандра Міло           | 90  | Італія          | Акторка                              | Вісім з половиною Джульєтта і духи                             | [ 50 ]  |
| Січень   | 29   | Жандіра Мартіні       | 90  | Бразилія        | Акторка, авторка сценаріїв           | Клон                                                           | [ 51 ]  |
| Січень   | 31   | Анатолій Дриженко     | 82  | Україна         | Актор                                | Хліб дитинства мого Два в одному                               | [ 52 ]  |
| Лютий    | 1    | Карл Везерс           | 76  | США             | Актор                                | Роккі Хижак                                                    | [ 53 ]  |
| Лютий    | 3    | Елена Рохо            | 79  | Мексика         | Акторка                              | Агірре, гнів божий Чорніше ночі                                | [ 54 ]  |
| Лютий    | 5    | Майкл Джейстон        | 88  | Велика Британія | Актор                                | Кромвель Микола і Олександра                                   | [ 55 ]  |
| Лютий    | 15   | Жерар Баррей          | 92  | Франція         | Актор                                | Капітан Фракасс Розплющ очі                                    | [ 56 ]  |
| Лютий    | 19   | Валерій Юрченко       | 80  | Україна         | Актор                                | Секретний фарватер Розповідь барабанщика                       |         |
| Лютий    | 21   | Мішлін Прель          | 101 | Франція         | Акторка                              | Під моєю шкірою Пригоди капітана Фабіана                       | [ 57 ]  |
| Лютий    | 22   | Людмила Алфімова      | 88  | Україна         | Акторка                              | Весілля в Малинівці Прощавайте, фараони!                       | [ 58 ]  |
| Лютий    | 24   | Кеннет Мітчелл        | 49  | Канада          | Актор                                | Диво Капітан Марвел                                            | [ 59 ]  |
| Лютий    | 25   | Ернст Романов         | 87  | Росія           | Актор                                | Як я був вундеркіндом Гамбрінус                                | [ 60 ]  |
| Лютий    | 29   | Паоло Тавіані         | 92  | Італія          | Режисер, сценарист                   | Цезар має померти Батько-хазяїн                                | [ 61 ]  |
| Лютий    | 29   | Девід Бордвелл        | 76  | США             | Історик кіно                         | Історія стилю у кіно                                           | [ 62 ]  |
| Березень | 1    | Торіяма Акіра         | 68  | Японія          | Дизайнер персонажів, сценарист       | Dragon Ball Z: Battle of Gods Dragon Ball Z: Resurrection 'F'  | [ 63 ]  |
| Березень | 1    | Ігор Афанасьєв        | 70  | Росія           | Драматург, актор                     | Кому вгору, кому вниз Дорога нікуди                            | [ 64 ]  |
| Березень | 2    | Валерій Івченко       | 84  | Росія           | Актор                                | Опік Рок-н-рол для принцес                                     | [ 65 ]  |
| Березень | 6    | Юрій Бордаков         | 77  | Україна         | Оператор                             | Чорнобиль: Два кольори часу                                    | [ 66 ]  |
| Березень | 10   | Галина Яцкіна         | 79  | Росія           | Акторка, режисерка, сценаристка      | Жінки Здрастуйте, лікарю!                                      | [ 67 ]  |
| Березень | 14   | Девід Брішірс         | 68  | США             | Режисер, продюсер, оператор          | Сім років у Тибеті Еверест                                     | [ 68 ]  |
| Березень | 15   | Олександр Ширвіндт    | 89  | Росія           | Актор                                | Старики-розбійники Вокзал для двох                             | [ 69 ]  |
| Березень | 19   | Майкл Еммет Волш      | 88  | США             | Актор                                | Той, хто біжить по лезу Просто кров                            | [ 70 ]  |
| Березень | 19   | Тетяна Ковтун         | 80  | Україна         | Кіноредакторка                       | Ярослав Мудрий Золоте курча                                    |         |
| Березень | 19   | Василь Уткін          | 52  | Росія           | Актор                                | День виборів Про що говорять чоловіки                          | [ 71 ]  |
| Березень | 29   | Ченс Пердомо          | 27  | Велика Британія | Актор                                | Після падіння Після. Довго і щасливо                           | [ 72 ]  |
| Березень | 31   | Барбара Раш           | 97  | США             | Акторка                              | Ґолдберги Воно прийшло з далекого космосу                      | [ 73 ]  |
| Квітень  | 2    | Тетяна Конюхова       | 92  | Росія           | Акторка                              | Запасний гравець Зірки і солдати                               | [ 74 ]  |
| Квітень  | 2    | Велько Булаїч         | 96  | Хорватія        | Режисер                              | Поїзд поза розкладом Козара                                    | [ 75 ]  |
| Квітень  | 6    | Алексіс Грюсс         | 79  | Франція         | Актор                                | Улюбленець долі                                                | [ 76 ]  |
| Квітень  | 10   | О. Джей Сімпсон       | 76  | США             | Актор                                | Голий пістолет Пекло в піднебессі                              | [ 77 ]  |
| Квітень  | 11   | Лорена Веласкес       | 86  | Мексика         | Актор                                | Святий проти зомбі Новий світ                                  | [ 78 ]  |
| Квітень  | 25   | Лоран Канте           | 63  | Франція         | Режисер, сценарист                   | Тайм-аут Клас                                                  | [ 79 ]  |
| Квітень  | 30   | Пол Остер             | 77  | США             | Режисер, сценарист                   | Дим Де ти, Лулу?                                               | [ 80 ]  |
| Травень  | 5    | Бернард Гілл          | 79  | Велика Британія | Актор                                | Титанік Володар перснів                                        | [ 81 ]  |
| Травень  | 6    | Евальд Аавік          | 74  | Велика Британія | Актор                                | Гніздо на вітрі Георгіки                                       | [ 82 ]  |
| Травень  | 9    | Роджер Корман         | 98  | США             | Режисер, продюсер, актор             | Маленька крамничка жахів Колодязь і маятник                    | [ 83 ]  |
| Травень  | 9    | Володимир Жариков     | 85  | Росія           | Актор, каскадер                      | Д'Артаньян та три мушкетери Місце зустрічі змінити не можна    | [ 84 ]  |
| Травень  | 14   | Індриксоне Байба      | 92  | Латвія          | Акторка                              | Лімузин кольору білої ночі Слуги диявола                       | [ 85 ]  |
| Травень  | 16   | Дебні Коулмен         | 92  | США             | Актор                                | З дев'ятої до п'ятої Воєнні ігри                               | [ 86 ]  |
| Травень  | 18   | Тім Сілі              | 88  | Велика Британія | Актор                                | Король Ральф Заколот на «Баунті»                               | [ 87 ]  |
| Травень  | 21   | Ян Качмарек           | 71  | Польща          | Композитор                           | Чарівна країна Відвідувач                                      | [ 88 ]  |
| Травень  | 28   | Богдан Козак          | 83  | Україна         | Актор                                | До останньої хвилини Стара фортеця                             | [ 89 ]  |
| Травень  | 29   | Анастасія Заворотнюк  | 53  | Росія           | Акторка                              | Код апокаліпсису Службовий роман. Наш час                      | [ 90 ]  |
| Червень  | 2    | Дженіс Пейдж          | 101 | США             | Акторка, співачка                    | Шайєн Будь ласка, не їж маргаритки                             | [ 91 ]  |
| Червень  | 2    | Едгардо Козаринський  | 87  | Аргентина       | Сценарист, режисер                   | Учні чародіїв                                                  | [ 92 ]  |
| Червень  | 4    | Маргарита Касимова    | 86  | Росія           | Акторка, кінорежисерка і сценаристка | Літо 1943 року Ткалі                                           | [ 93 ]  |
| Червень  | 9    | Куґа Йосіко           | 93  | Японія          | Акторка                              | П'яний янгол Доброго ранку                                     | [ 94 ]  |
| Червень  | 11   | Франсуаза Арді        | 80  | Франція         | Співачка, акторка                    | Ґран-прі Замок в Швеції                                        | [ 95 ]  |
| Червень  | 13   | Бенджі Грегорі        | 46  | США             | Актор                                | Джек-стрибунець Одного разу в лісі                             | [ 96 ]  |
| Червень  | 14   | Георгій Шкляревський  | 86  | Україна         | Режисер-документаліст                | Мі-кро-фон! Щаблі демократії                                   | [ 97 ]  |
| Червень  | 18   | Анук Еме              | 92  | Франція         | Акторка                              | Чоловік і жінка Солодке життя                                  | [ 98 ]  |
| Червень  | 20   | Дональд Сазерленд     | 88  | Канада          | Актор                                | Польовий шпиталь Голодні ігри                                  | [ 99 ]  |
| Червень  | 21   | Анджей Мулярчик       | 94  | Польща          | Сценарист                            | Самі свої Катинь                                               | [ 100 ] |
| Червень  | 22   | Лала Мнацаканян       | 66  | Вірменія        | Акторка                              | Вершник, якого чекають                                         | [ 101 ] |
| Червень  | 24   | Шифті Шеллшок         | 49  | США             | Співак, актор                        | Кліффорд Віллоубі                                              | [ 102 ] |
| Червень  | 25   | Білл Коббс            | 90  | США             | Актор                                | Колір грошей Ніч у музеї                                       | [ 103 ] |
| Червень  | 27   | Олександр Кнайфель    | 80  | Росія           | Композитор                           | Кримінальний талант Любов. Смертельна гра...                   | [ 104 ] |
| Липень   | 1    | Марія Розарія Омаджо  | 67  | Італія          | Акторка                              | Коп в блакитних джинсах Рим під прицілом                       | [ 105 ] |
| Липень   | 1    | Роберт Таун           | 89  | США             | Сценарист, режисер                   | Останній наряд Китайський квартал                              | [ 106 ] |
| Липень   | 5    | Джон Ландау           | 63  | США             | Продюсер                             | Титанік Аватар                                                 | [ 107 ] |
| Липень   | 9    | Єжи Штур              | 77  | Польща          | Актор                                | Дежа Вю У нас є Папа                                           | [ 108 ] |
| Липень   | 9    | Кетеван Кікнадзе      | 85  | Грузія          | Акторка                              | Таріел Голуа Прем'єра                                          | [ 109 ] |
| Липень   | 11   | Шеллі Дювалл          | 75  | США             | Акторка                              | Енні Голл Сяйво                                                | [ 110 ] |
| Липень   | 12   | Юрій Кузьменко        | 75  | Росія           | Актор, режисер, сценарист            | Бережіть жінок Шереметьєво-2                                   |         |
| Липень   | 13   | Шеннен Догерті        | 53  | США             | Акторка                              | Дівчатка хочуть повеселитися Смертельний потяг                 | [ 111 ] |
| Липень   | 13   | Річард Сіммонс        | 76  | США             | Актор                                | Уповільнений розвиток                                          | [ 112 ] |
| Липень   | 18   | Боб Ньюгарт           | 94  | США             | Актор                                | Теорія великого вибуху Ельф                                    | [ 113 ] |
| Липень   | 26   | Арво Валтон           | 88  | Естонія         | Кінодраматург                        | Остання реліквія                                               | [ 114 ] |
| Липень   | 27   | Олег Фіалко           | 78  | Україна         | Режисер, сценарист                   | Як гартувалась сталь Діви ночі                                 | [ 115 ] |
| Серпень  | 1    | Людмила Приходько     | 79  | Україна         | Акторка                              | Прощавайте, фараони! Геній                                     | [ 116 ] |
| Серпень  | 4    | Чарльз Сайферс        | 85  | США             | Актор                                | Хелловін Втеча з Нью-Йорка                                     | [ 117 ] |
| Серпень  | 14   | Джина Роулендс        | 94  | США             | Акторка                              | Щоденник пам'яті Париж, я люблю тебе                           | [ 118 ] |
| Серпень  | 16   | Ігор Поляруш          | 79  | Україна         | Композитор                           | Місяцева зозулька Польові випробування української вдачі       | [ 119 ] |
| Серпень  | 18   | Філ Донаг'ю           | 88  | США             | Телеведучий, режисер                 | Body of War                                                    | [ 120 ] |
| Серпень  | 18   | Ален Делон            | 88  | Франція         | Актор                                | Самурай Леопард                                                | [ 121 ] |
| Серпень  | 21   | Джон Еймос            | 84  | США             | Актор                                | Поїздка до Америки Міцний горішок 2                            | [ 122 ] |
| Вересень | 3    | Григорій Шумейко      | 73  | Україна         | Актор, режисер                       | Марина і Олексій                                               | [ 123 ] |
| Вересень | 5    | Лоран Тірар           | 57  | Франція         | Режисер, сценарист                   | Тост Кохання не за розміром                                    | [ 124 ] |
| Вересень | 8    | Сінохара Емі          | 61  | Японія          | Акторка, сейю                        | Наруто Агент Наджика                                           | [ 125 ] |
| Вересень | 8    | Валерій Бассель       | 85  | Україна         | Актор                                | Ілюзія контролю Ефект присутності                              | [ 126 ] |
| Вересень | 9    | Джон Кассадей         | 52  | США             | Телережисер, художник коміксів       | Шибайголова Клуб ляльок                                        | [ 127 ] |
| Вересень | 9    | Джеймс Ерл Джонс      | 93  | США             | Актор                                | Зоряні війни Конан-варвар                                      | [ 128 ] |
| Вересень | 9    | Катерина Валенте      | 93  | Італія          | Співачка, акторка                    | Бонжур Катрін                                                  | [ 129 ] |
| Вересень | 10   | Марія Поліцеймако     | 86  | Росія           | Акторка                              | Успіх Михайло Ломоносов                                        | [ 130 ] |
| Вересень | 13   | Лекс Марінос          | 75  | Австралія       | Актор                                | Все про І Пандомоніум                                          | [ 131 ] |
| Вересень | 15   | Леонід Бурлака        | 85  | Україна         | Кінооператор                         | Без нашийника Хлопчаки їхали на фронт                          | [ 132 ] |
| Вересень | 20   | Кетрін Кросбі         | 90  | США             | Акторка                              | Сьома подорож Сіндбада Анатомія вбивства                       | [ 133 ] |
| Вересень | 24   | П'єр-Вільям Гленн     | 80  | Франція         | Кінооператор, режисер                | Мистецтво красиво розлучатися Бездоганна репутація             | [ 134 ] |
| Вересень | 25   | Роман Мадянов         | 62  | Росія           | Актор                                | Діти Арбата 12                                                 | [ 135 ] |
| Вересень | 27   | Меггі Сміт            | 89  | Велика Британія | Акторка                              | Гаррі Поттер Абатство Даунтон                                  | [ 136 ] |
| Вересень | 28   | Кріс Крістоферсон     | 88  | Велика Британія | Актор, вокаліст                      | Чорний дрізд Мене там немає                                    | [ 137 ] |
| Вересень | 29   | Рон Елі               | 86  | США             | Актор, письменник                    | Тарзан Диво-жінка                                              | [ 138 ] |
| Вересень | 30   | Гевін Кріл            | 48  | США             | Актор, співак                        | Американські історії жахів Рапунцель: Серіал                   | [ 139 ] |
| Жовтень  | 1    | В'ячеслав Добринін    | 78  | Росія           | Композитор                           | Приморський бульвар Щасливі разом                              | [ 140 ] |
| Жовтень  | 3    | Мішель Блан           | 72  | Франція         | Актор, кінорежисер та сценарист      | Візьми мене штурмом Кілер мимоволі                             | [ 141 ] |
| Жовтень  | 15   | Антоніо Скармета      | 83  | Чилі            | Cценарист                            | Ні Поштар                                                      | [ 142 ] |
| Жовтень  | 21   | Вадим Ільїн           | 82  | Росія           | Композитор                           | Там вдалині, за рікою Місце спринтера вакантне                 |         |
| Жовтень  | 21   | Крістін Буассон       | 68  | Франція         | Акторка                              | Ідентифікація жінки Поліцейська історія                        | [ 143 ] |
| Жовтень  | 24   | Ядвіга Баранська      | 89  | Польща          | Акторка                              | Ночі і дні Прокажена                                           | [ 144 ] |
| Жовтень  | 28   | Пол Морріссі          | 86  | США             | Режисер                              | Собака Баскервілів Кров для Дракули                            | [ 145 ] |
| Жовтень  | 29   | Тері Гарр             | 79  | США             | Акторка                              | Майкл Тупий та ще тупіший                                      | [ 146 ] |
| Листопад | 3    | Квінсі Джонс          | 91  | США             | Композитор                           | Остін Паверс: Міжнародна людина-загадка Убити Білла. Фільм 1   | [ 147 ] |
| Листопад | 8    | Женев'єва Град        | 80  | Франція         | Акторка                              | Жандарм одружується Жандарм із Сан-Тропе                       | [ 148 ] |
| Листопад | 16   | Світлана Світлична    | 84  | Росія           | Акторка                              | Діамантова рука Місце зустрічі змінити не можна                | [ 149 ] |
| Листопад | 26   | Джим Абрагамс         | 80  | США             | Режисер, сценарист                   | Аероплан! Голий пістолет                                       | [ 150 ] |
| Листопад | 27   | Віра Карпова          | 91  | Росія           | Акторка                              | Матильда Корінь життя                                          | [ 151 ] |
| Листопад | 28   | Сільвія Піналь        | 93  | Мексика         | Акторка                              | Вірідіана Ангел-винищувач                                      | [ 152 ] |
| Грудень  | 1    | Нільс Ареструп        | 75  | Франція         | Актор, сценарист                     | І моє серце завмерло Пророк                                    | [ 153 ] |
| Грудень  | 2    | Пол Масланські        | 91  | США             | Продюсер                             | Поліцейська академія Божевільний медовий місяць                | [ 154 ] |
| Грудень  | 5    | Крістель Боденштайн   | 86  | Німеччина       | Актор, сценарист                     | Співоче, дзвінке дерево                                        | [ 155 ] |
| Грудень  | 7    | Дойчин Васильєв       | 80  | Болгарія        | Оператор                             | Хомолунгма                                                     | [ 156 ] |
| Грудень  | 10   | Яків Ткаченко         | 45  | Україна         | Актор                                | Довбуш Безславні кріпаки                                       | [ 157 ] |
| Грудень  | 14   | Мірча Дьякону         | 74  | Румунія         | Актор                                | Акторка, долари і трансильванці Пророк, золото і трансильванці | [ 158 ] |
| Грудень  | 17   | Маріса Паредес        | 78  | Іспанія         | Акторка                              | Високі підбори Квітка моєї таємниці                            | [ 159 ] |
| Грудень  | 22   | Розе Стіебра          | 82  | Латвія          | Режисерка-аніматорка, сценаристка    | Як я їхав до діви Півночі У мене в кишені                      | [ 160 ] |
| Грудень  | 27   | Олівія Гасі           | 73  | Велика Британія | Акторка                              | Ромео і Джульєтта Смерть на Нілі                               | [ 161 ] |
| Грудень  | 28   | Ніна Шаролапова       | 75  | Україна         | Акторка                              | Пригоди Вєрки Сердючки За двома зайцями                        | [ 162 ] |
| Грудень  | 31   | Інна Виходцева        | 90  | Росія           | Акторка                              | Мертві душі Москва сльозам не вірить                           | [ 163 ] |